# Goggia microlepidota
Goggia microlepidota — вид геконоподібних ящірок родини геконових (Gekkonidae). Ендемік Південно-Африканської Республіки.

## Поширення і екологія
Goggia microlepidota мешкають на північному заході Капських гір на території Західнокапської провінції, зокрема в гірському масиві Седерберг. Вони живуть в тріщинах серед скель, порослих чагарниками фінбошу.